# Mount Gaudry
Mount Gaudry (französisch Sommet A. Gaudry, Massif Gaudry) ist ein 2315 m (nach Angaben des UK Antarctic Place-Names Committee 2320 m) hoher Berg im Süden der Adelaide-Insel westlich der Antarktischen Halbinsel. Er ragt unmittelbar südwestlich des Mount Barré und 8 km nordnordwestlich des Mount Liotard in der Princess Royal Range auf. Er ist die höchste Erhebung dieses Gebirges.
Entdeckt und benannt wurde der Berg bei der Fünften Französischen Antarktisexpedition (1908–1910) unter der Leitung des Polarforschers Jean-Baptiste Charcot. Charcot benannte ihn nach dem französischen Geologen und Paläontologen Albert Gaudry (1827–1908), der dem Expeditionskomitee angehört hatte. Das UK Antarctic Place-Names Committee übertrug die Benennung 1953 in angepasster Form ins Englische.